# Конышев, Жексембай
Жексембай Конышев (1883 год — дата и место смерти не известны) — старший чабан колхоза «Чилий» Тургайского района Кустанайской области, Казахская ССР. Герой Социалистического Труда (1948).
Трудился чабаном, старшим чабаном в колхозе «Чилий» (по другим сведениям — колхоза «Бестау») Амангельдинского района. В 1947 году в сложных зимних условиях сохранил поголовье отары и получил высокий приплод ягнят. Указом Президиума Верховного Совета СССР от 23 июля 1948 года за получение высокой продуктивности животноводства в 1947 году при выполнении колхозом обязательных поставок сельскохозяйственных продуктов и плана развития животноводства удостоен звания Героя Социалистического Труда с вручением ордена Ленина и золотой медали «Серп и Молот».